# Dragoljub Čirić
Dragoljub Čirić (Novi Sad, 12 novembre 1935 – Novi Sad, 17 agosto 2014) è stato uno scacchista serbo (fino al 2002 jugoslavo).
Ottenne il titolo di Grande maestro nel 1965.
Partecipò con la Jugoslavia alle olimpiadi di L'Avana 1966 e Lugano 1968. Alle olimpiadi di L'Avana realizzò il punteggio pieno di 8 su 8 in seconda riserva, ma la medaglia d'oro fu assegnata all'ungherese László Bárczay che realizzò 11 su 12, perché disputò più partite. Alle olimpiadi di Lugano vinse la medaglia d'argento di squadra.
Principali risultati di torneo:
- 1963:  secondo a Belgrado, dietro a Milan Matulović;
- 1965:  terzo nel Chigorin Memorial di Leningrado, dietro a Wolfgang Unzicker e Boris Spasskij;
- 1966:  pari primo con Michail Tal' a Sarajevo;
- 1967:  pari primo con Victor Ciocâltea nel torneo di Capodanno di Reggio Emilia 1966/67;
- 1967:  terzo al torneo Hoogovens di Beverwijk (vinse contro Spasskij);
- 1968:  pari primo con Anatolij Lejn a Sarajevo ;
- 1975:  pari primo a Sant Feliu de Guíxols.